# 남자들이 조심해야 할 여덟가지 타입의 여자
《남자들이 조심해야 할 여덟가지 타입의 여자》(Letti Selvaggi, Tigers In Lipstick)는 스페인에서 제작된 뤼기 잠파 감독의 1979년 코미디 영화이다. 모니카 비티 등이 주연으로 출연하였다.

## 출연

### 주연
- 모니카 비티
- 실비아 크리스텔

### 조연
- 우슬라 안드레스
- 로라 안토넬리
- 엔리코 베루쉬
- 호세 루이스 로페즈 바즈퀘즈
- 오라지오 올랜도
- 미켈레 플라치도
- 호세 사크리스탄